# Youssef al-Sawda
Youssef Hanna El-Sawda (arabe : يوسف حنا السودا), né en 1887 à Bikfaya (Metn) et mort le 1er août 1969, était un avocat, homme politique, diplomate, écrivain et journaliste libanais, décrit comme « un homme de positions nationales et un défenseur ferme de l'anti-sectarisme et de la préservation de l'indépendance du Liban ». Il a écrit de nombreux ouvrages sur le droit, la politique, les relations arabes, l’histoire, la langue et l'engagement des jeunes.
El-Sawda est l'un des pionniers du nationalisme libanais. C'était un homme pour une nation et un défenseur de la cause libanaise. Dans les années 1920, il répétait : « La vie du Liban réside dans l'unité de ses communautés ». Il disait aussi que « les chrétiens et les musulmans ne savent même pas ce qui les sépare ». Il appela à un Liban autonome, indépendant, sans protection ni annexion, et prônait une république indépendante et démocratique avec des identités sectaires multiples.
En 1925, il fonda, avec Abdallah Hachem, une troupe de scouts, puis un parti politique, le Parti Conservateur (1926-1936), qu’il présida de 1926 à 1927. Il fut élu député de la région du Metn en 1926, succédant à Naoum Labaki. Entre 1926 et 1954, il publia le journal Al-Raya et contribua activement à la presse arabe en tant que rédacteur et fondateur.

## Biographie
Youssef Hanna El-Sawda est né en 1887 à Bikfaya, dans le Metn, où il a terminé ses études primaires, puis a poursuivi ses études à l'école de la Sagesse à Beyrouth puis à l'Université Saint-Joseph de Beyrouth. Il partit en Égypte et y séjourna de 1908 à 1921, où il étudia le droit à Alexandrie en 1906. Il retourna à Beyrouth en 1923.
Dans son livre « Pour l'indépendance », Youssef El-Sawda exprimait son rêve de la nationalité libanaise. Il écrit : « Nous étions, à l’Université Saint-Joseph, professeurs et élèves, chacun avec sa propre nation, son propre pays et sa propre bannière… Les élèves étrangers nous parlaient de leurs pays et de leurs fiertés… Chaque groupe célébrait son propre jour national et sa propre bannière, et nous fêtions avec eux, fascinés par leurs exploits. Mais dans notre pays, les gens célébraient le jour de l'ascension du sultan et levaient le drapeau turc… Qui sommes-nous ? Ils ont dit : ‘nous venons du Mont Liban’. Et qu'est-ce que le Liban ?… J'ai compris que nous étions Libanais, et que, par notre appartenance au Liban, nous appartenions à un passé glorifié par les hauts faits. J'ai compris que les petits peuples ont droit à l'indépendance. »
Il a promu le nationalisme libanais en Égypte à travers ses écrits et a fondé, avec Boulos Massaad l'Association de la Renaissance Libanaise depuis New York, ainsi que l'Association Libanaise à Paris.
Il a contribué à créer le mouvement nationaliste libanais, qui s'est incarné dans le Parti de l'Union Libanaise, et a dirigié sa branche d'Alexandrie. Ce parti, fondé avec Antoine Gemayel et Iskandar Ammoun, comptait des membres au Liban et dans la diaspora, incluant des figures telles que Petro Trad, Ayoub Thabet, Béchara el-Khoury, et Michel Chiha, et s'est opposé au mouvement nationaliste syrien, mené par le roi Fayçal, et notamment à sa vision d'une Grande Syrie. Il est l'un des pionniers du nationalisme libanais, un homme de la nation et la constitution de la cause libanaise. Il répétait souvent, au début des années 1920, « La vie du Liban réside dans l'union de ses sectes ». Il disait que « les chrétiens et les musulmans ne savent pas ce sur quoi ils ne s'accordent pas ».
Il s'opposa à l'annexion du Mont Liban à l'Empire Ottoman au début de la Grande Guerre. El-Sawda fut l'un des premiers partisans du « Grand Liban », appelant à la restauration des frontières naturelles et historiques du Liban, notamment l'inclusion de la plaine de la Bekaa. Il soutenait qu’un Liban petit était une mort économique, et que l’union avec la Syrie menait à la mort politique. Sa solution était un « Grand Liban » multi-confessionnel, avec des relations respectueuses avec la Syrie basées sur des intérêts communs.
Il fut élu député de la région du Metn en 1926, succédant à Naoum Labaki. Entre 1926 et 1954, il publia le journal Al-Raya et contribua activement à la presse arabe en tant que rédacteur et fondateur. Il a été nommé ambassadeur au Brésil (1943-1952), puis au Vatican (1953-1955). En septembre 1958, après la crise du Liban de 1958, il fut nommé ministre de la Justice et des Affaires sociales dans le gouvernement de Rachid Karamé. Cependant, ce gouvernement ne reçut pas la confiance du parlement et le parti des Kataeb déclara « une contre-révolution » contre lui.
Il travailla ensuite dans le domaine diplomatique. Il fut le premier ministre plénipotentiaire du Liban au Brésil de 1946 à 1952, puis ambassadeur auprès du Vatican de 1953 à 1955. En septembre 1958, il fut nommé ministre de la Justice et des Affaires sociales dans le gouvernement de Rashid Karami, après la crise du Liban de 1958, mais ce gouvernement ne se présenta pas devant le parlement et ne présenta pas son programme.
Un hommage lui fut rendu à Bickfaya, où il reçut l'Ordre du Cèdre libanais en tant que chevalier et la Médaille du mérite libanais.
Il est mort le 1er août 1969.

## Oeuvres
- La question libanaise ; Imprimée en Égypte, 1910.
- Pour le Liban; 1919.
- Entre l'ancien et le moderne : une étude juridique sur le système ancien et moderne du Liban, 1919.
- La question libanaise et l'Union libanaise en Syrie; 1921.
- Rapport sur les privilèges étrangers ; Imprimé à Beyrouth, 1923.
- Le Liban et le Protocole d'Alexandrie ; 1944.
- Lettre à la jeunesse ; 1956.
- L'orthographe : un appel à simplifier la langue arabe, 1960.
- Pour l'indépendance; 1967.
- Histoire du Liban civilisé;1972.
- Mémoires de Youssef El-Sawda.